# ناثانيل درايدن
ناثانيل درايدن (بالإنجليزية: Nathaniel Dryden)‏ هو مهندس معماري أمريكي، ولد في 1849 في مقاطعة مونتغومري في الولايات المتحدة، وتوفي في 1924.